# Jian'ou

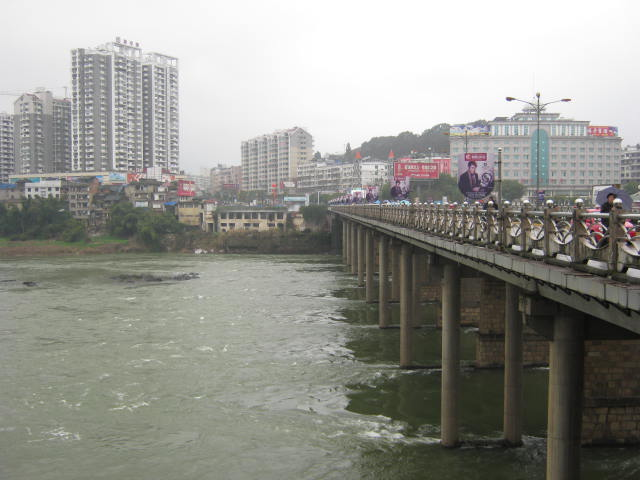

Jian'ou (Chinees: 建瓯; Pinyin: Jiàn'oū; Afkorting in het Chinees: 芝) is een stad in de Chinese provincie Fujian, gelegen tussen Nanping en Jianyang. De naam Jian'ou vormt samen met Fuzhou de naam Fujian. Jian'ou heeft een oppervlakte van 4233 km². Tegenwoordig wonen er circa 519.000 mensen.

## Geschiedenis
Jian'ou heette Jianzhou (Chinees: 建州) en Jianning (Chinees: 建宁) in vroeger tijden. Jian'ou was een van de eerste vijf steden, die in Fujians geschiedenis werden gesticht. Inmiddels bestaat Jian'ou als stad 1810 jaar. De Venetiaanse handelaar en ontdekkingsreiziger Marco Polo is naar Jian'ou geweest tijdens zijn bezoek aan China.

## Economie
Jian'ou heeft een evenwichtige economie tussen industrie en landbouw. De belangrijkste agrarische producten zijn hout, thee, vruchten en gevogelte. Jian'ou is bekend als een van de bakermatten van bamboe in China, met een bebouwde oppervlakte van 826,7 km². Er staan een paar fabrieken, waarin de bamboescheuten worden bewerkt en geëxporteerd naar Japan en de VS.